# Perkupai stílus

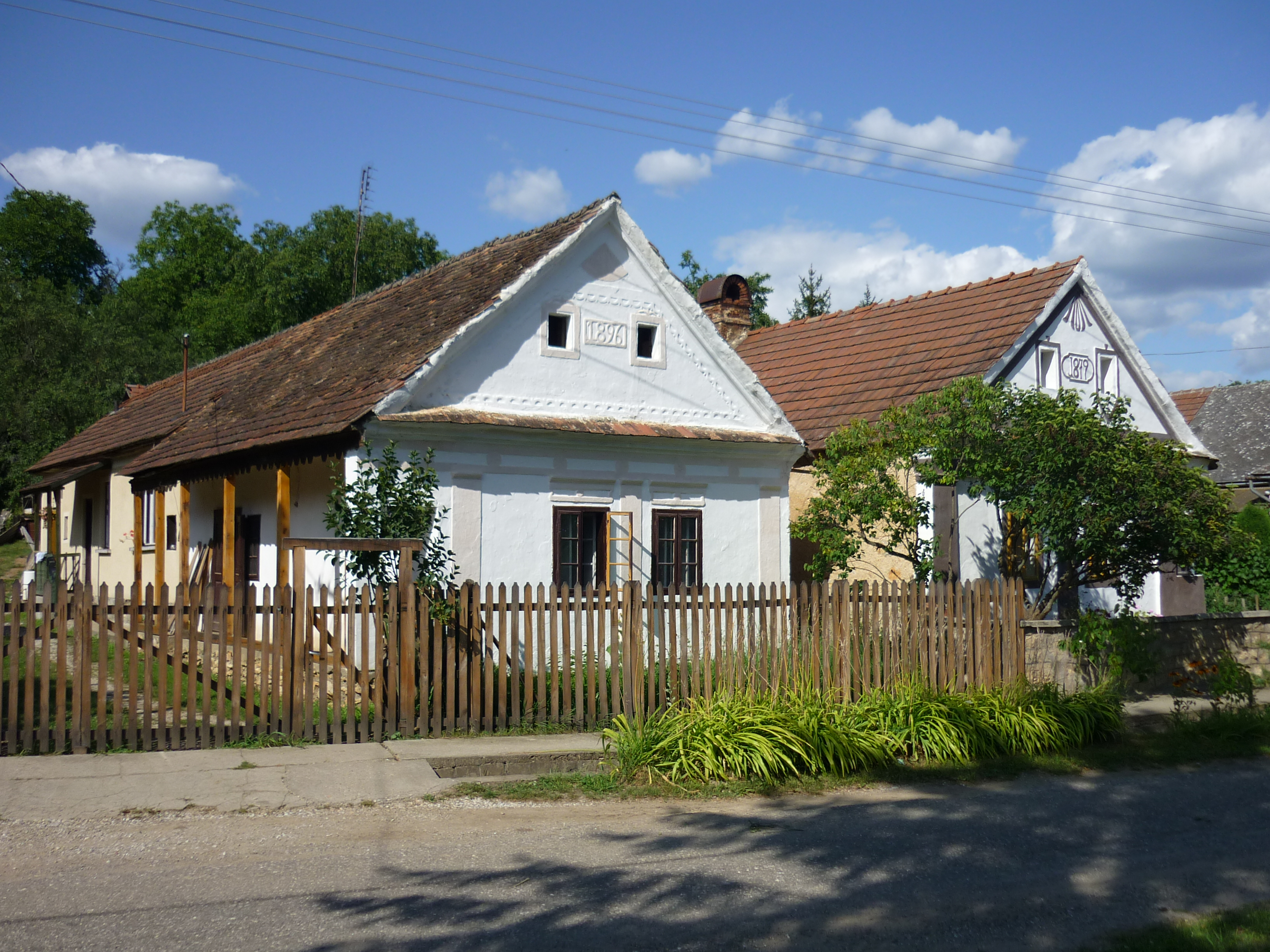
A 19. század végén épült, perkupai stílusú parasztházak Égerszög főutcáján

A perkupai stílus a főleg Észak-Borsodban (a Galyaságban és környékén) a 18. század végétől a 20. század közepéig épített parasztházak jellegzetes stílusa. Nevét Perkupa faluról kapta.
Perkupát valaha a száz kőműves falujának is nevezték; a mesterség hagyományosan apáról fiúra öröklődött. Az építőmesterek a 18. század végétől a környékbéli kúriák, kastélyok építése közben, majd egymástól eltanulták a barokk, copf, klasszicista és eklektikus stílusjegyeket, amiket a falusi házakon a népi építészet díszítő motívumaival (virágokkal, szőlőfürtökkel, szívekkel stb.) kombinálva alkalmaztak.
Munkásságuk a szomszédos településekre is kiterjedt.
A stílus legjobban Perkupa egykori főutcája, a Petőfi utca alsó szakaszának házain tanulmányozható. Az önkormányzat e házak közül többet védetté nyilvánított; egy jellegzetes perkupai stílusú házat tájháznak rendeztek be.

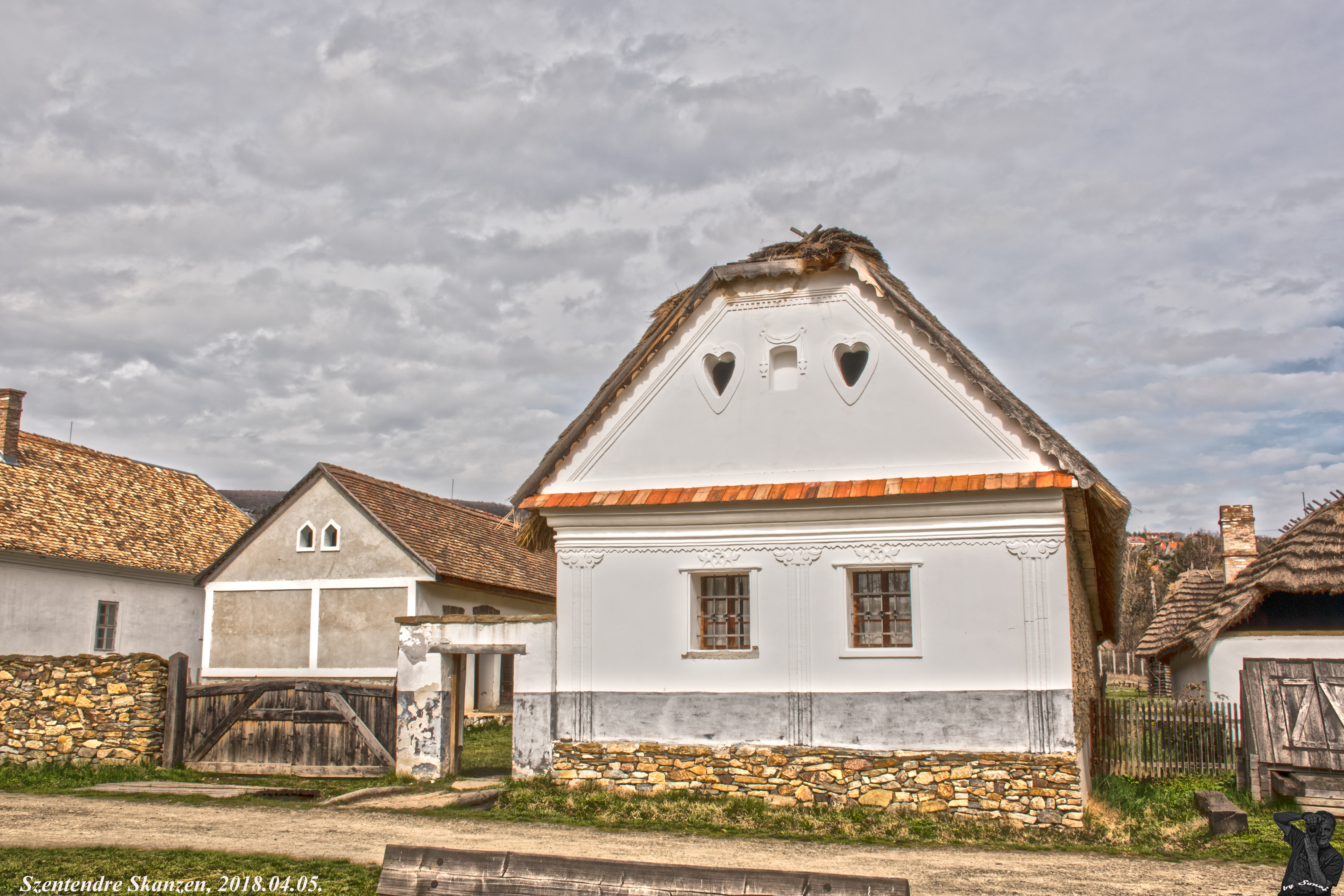
Perkupai lakóház a szentendrei skanzenban
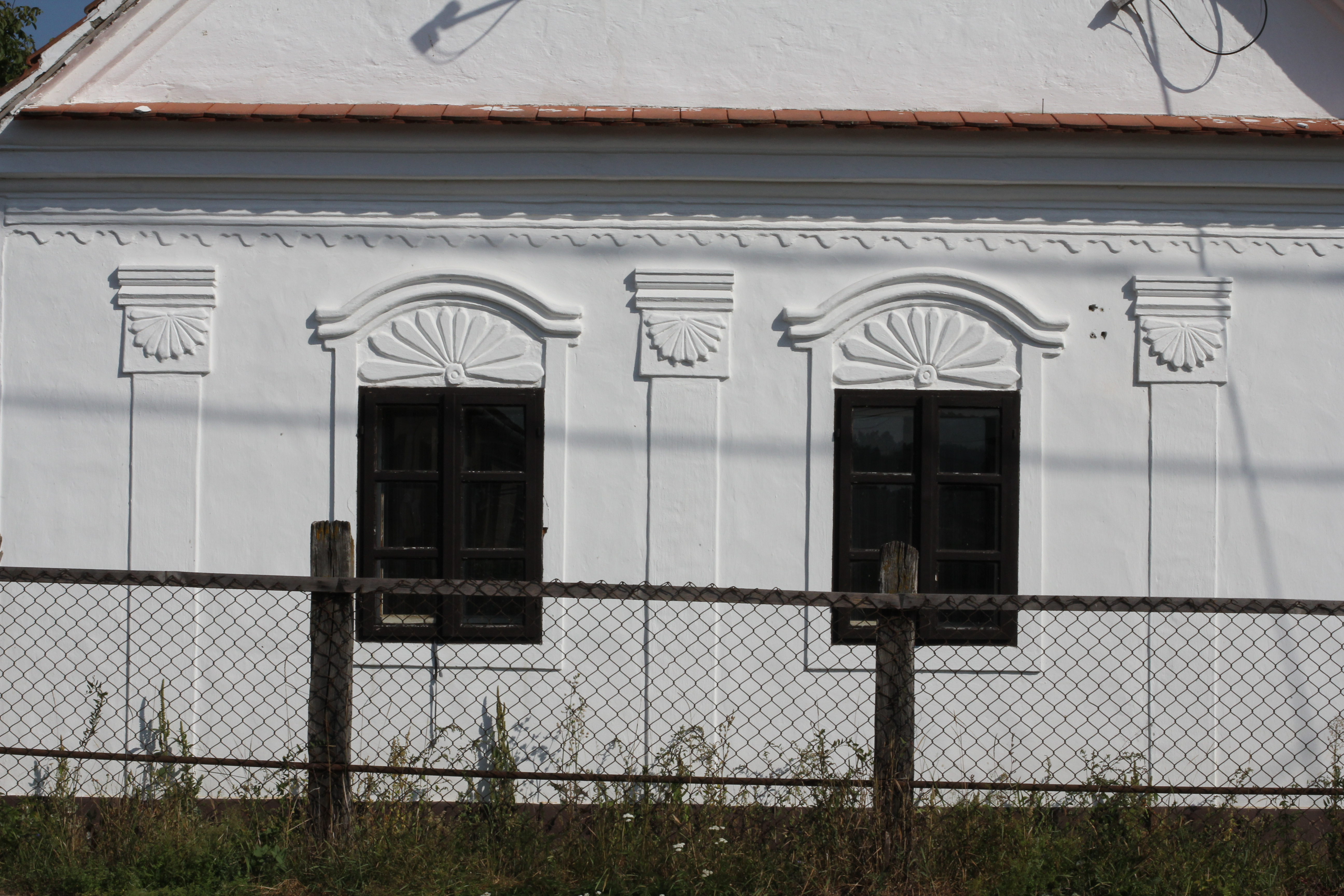
Lakóház részlete